# 奇術研究
奇術研究（きじゅつけんきゅう、1956年春号 - 1979年春号、全86号＋臨時）は、力書房から発行されていた奇術を紹介するプロの奇術師向けの日本の季刊雑誌。国立国会図書館に勤務する高木重朗や趣味人松田昇太郎らが、各号の特集を中心に、オリジナルのネタや先進の米国奇術などを事細かに説明する。

## 各号の特集
1. 創刊号
2. タバコ奇術
3. ハンカチ奇術
4. 宴会奇術
5. カード奇術
6. ロープ奇術
7. ボール奇術
8. 舞台奇術
　臨時：海外奇術傑作集
9. シンブル
10. 天海帰国記念
11. エスケープ
12. 忘年会・正月向
13. コイン奇術
14. メンタルマジック
15. サロンマジック
16. 社交と家庭向
17. 4枚のA
18. 20世紀シルク
19. 紙コップ奇術
20. 欧米舞台奇術
21. 創刊5周年記念
22. ダイ・バーノン
23. シガレット奇術
24. 歳末・新春奇術
25. 小品奇術
26. ロープの新手順
27. 欧米代表奇術
28. お座敷マジック
29. 6本リング
30. ビリヤードボール
31. コインマジック
32. シルクプロダクション
33. シンブルの手順
34. イリュージョン
35. カードマニピュレーション
36. ホリデーマジック
37. お椀と玉
38. 新コーンとボール
39. とらむぷマジック
40. 新バラエティ
41. ミルクの消滅
42. ゾンビボール
43. 日・英・米マジックトリオ
44. トリックカードの使い方
45. リングの造形
46. 海外奇術選
47. 真田紐の焼きつぎ
48. シルクマジック
49. 鳩のプロダクション
50. リングのメロディ
51. 明治奇術の展望
52. マジックメドレー
53. ロープトリック
54. ヒンズーカップ
55. 海外奇術特選
56. シンパセティックシルク
57. カード奇術
58. レジャーマジック
59. シルクダイイング
60. カップとボール
61. マジックマンダラ
62. ロープマジック
63. 新聞紙の奇術
64. タンブラーとグラス
65. メンタルマジック
66. 危険術と超能力現象
67. テーブルとフロアー物
68. 国際奇術パリ大会
69. スポンジボール
70. 日本手品
71. ジマーマンの奇術
72. チャーリー・ミラー
73. 天海奇術特選集
74. PCAMビクトリア大会
75. ジェラルドコスキー
76. 舞台シルクマジック
77. ジャン・メラン
78. 続・ジェラルドコスキー
79. FISM（ウィーン大会）PCAM（東京大会）
80. 海外ポピュラーマジック
81. 中国精彩戯法
82. 創刊20周年記念祝賀
83. 茶の間の手品
84. シルクマジック
85. 世界奇術大賞
86. リングとロープの輪